# Vlasta Svobodová (etnoložka)
Vlasta Svobodová (rozená Brychtová, * 31. ledna 1930 Lelekovice) je česká etnoložka, filmařka a publicistka.

## Život
Narodila se v jihomoravských Lelekovicích 31. ledna 1930. Vystudovala nejprve dějiny umění a etnologii na Filozofické fakultě Masarykovy univerzity v Brně a poté ještě Filmovou a televizní fakultu Akademie múzických umění (FAMU) v Praze.
Obě oblasti vzdělání spojila při své vědecké činnosti v oboru etnologie, když se zaměřovala na oblast lidové výroby a výtvarného umění včetně architektury a zároveň prezentovala film jako moderní metodu národopisné dokumentace. Tématu tradic lidové kultury, zejména obřadů, zvyků a slavností na jižní Moravě a Vysočině, se věnovala během svého více než třicetiletého působení v Ústavu pro etnografii a folkloristiku Akademie věd. Vydala řadu vědeckých i populárněvědeckých studií a dalších publikací, natočila množství filmů. V roce 2014 jí vyšla kniha Filmová technika ve společenských vědách, zejména etnologii a o dva roky později přidala knihu O smyslu etnologie: zamyšlení nad problematikou vědecké práce v etnologii.
Mimo svoji vědeckou práci a umělecké působení se věnovala i pedagogické činnosti, a to jak na Masarykově univerzitě, tak i Janáčkově akademii múzických umění nebo Mendelově zemědělské a lesnické univerzitě v Brně. V roce 2001 společně s Janou Čipákovou založila PressCentrum Brno a stala se jeho prezidentkou.
Československá akademie věd jí za rok 1986 udělila cenu za popularizaci vědy.V roce 2016 obdržela Cenu Jihomoravského kraje za přínos v oblasti vědy a v únoru 2020 jí byla udělena Cena města Brna za rok 2019 v oblasti žurnalistika a publicistika.